# Microdipoena guttata
Microdipoena guttata är en spindelart som beskrevs av Banks 1895. Microdipoena guttata ingår i släktet Microdipoena och familjen Mysmenidae. Inga underarter finns listade i Catalogue of Life.